# نادي القطن
نادي القطن الرياضي لكرة القدم في غاروا (بالفرنسية: Coton Sport Football Club de Garoua)‏ المعروف باسم القطن أو كوتون سبور هو نادٍ كاميروني لكرة القدم مقره في غاروا. يلعبون مبارياتهم على أرضهم في ملعب رومدي أدجيا. فاز النادي بسبعة عشر بطولة دوري وسبعة بطولات كأس. لكن لم يسبق له الحصول على أي بطولة أفريقية للأندية وكان أفضل إنجازاته هو وصيف دوري أبطال أفريقيا عام 2008.

## التاريخ
تأسس النادي في عام 1986 وصعد إلى الدوري الممتاز في عام 1992. منذ عام 1996، سيطر نادي القطن على كرة القدم المحلية وفاز بأحد عشر لقبًا. في عام 2008، أنهى النادي المركز الثاني في دوري أبطال أفريقيا، وخسر أمام النادي الأهلي المصري في النهائي.